# Massacro di Costantinopoli (1821)

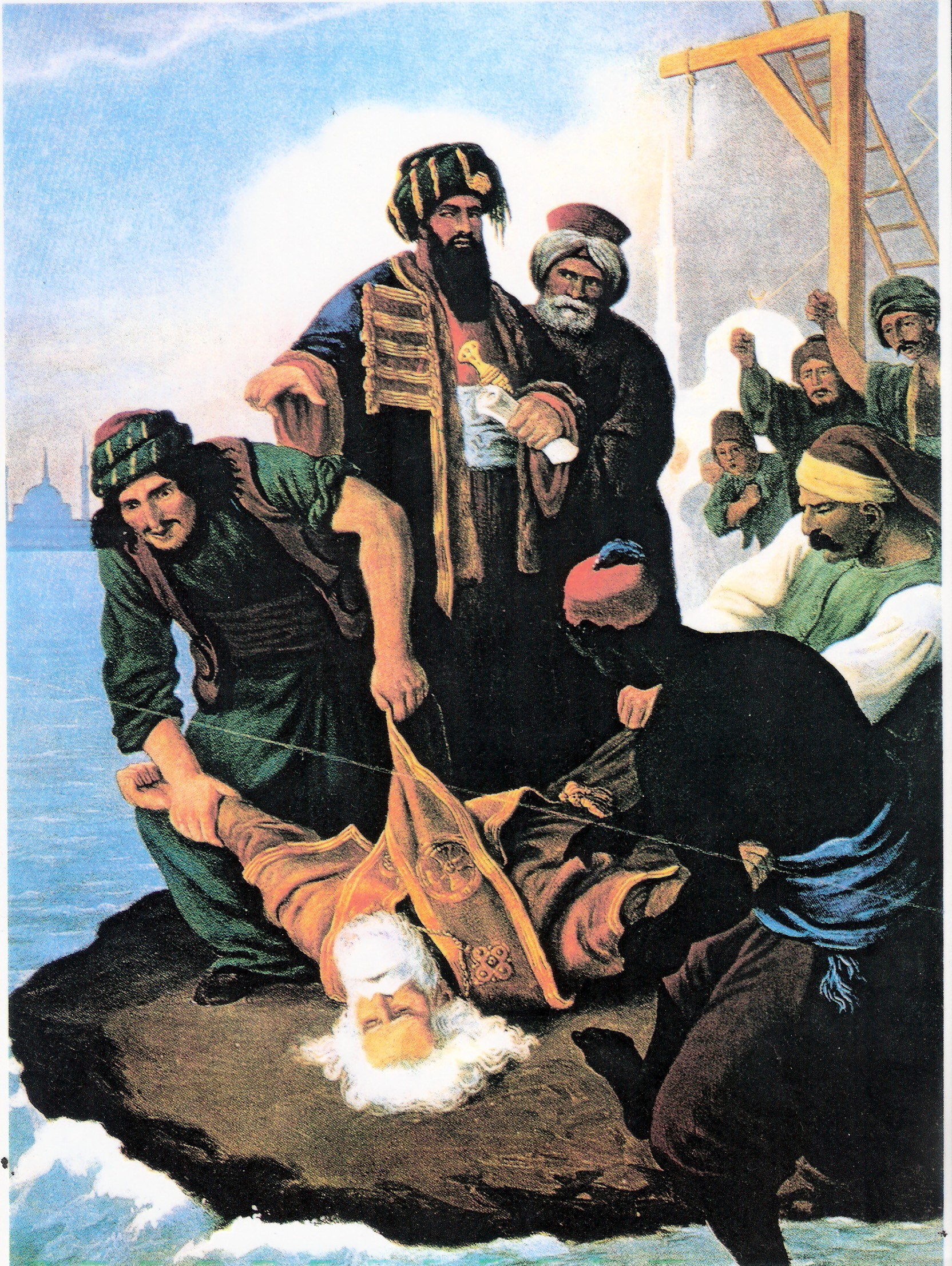
"Il corpo del patriarca ecumenico Gregorio V di Costantinopoli viene gettato nel Bosforo - quadro di Peter von Hess.

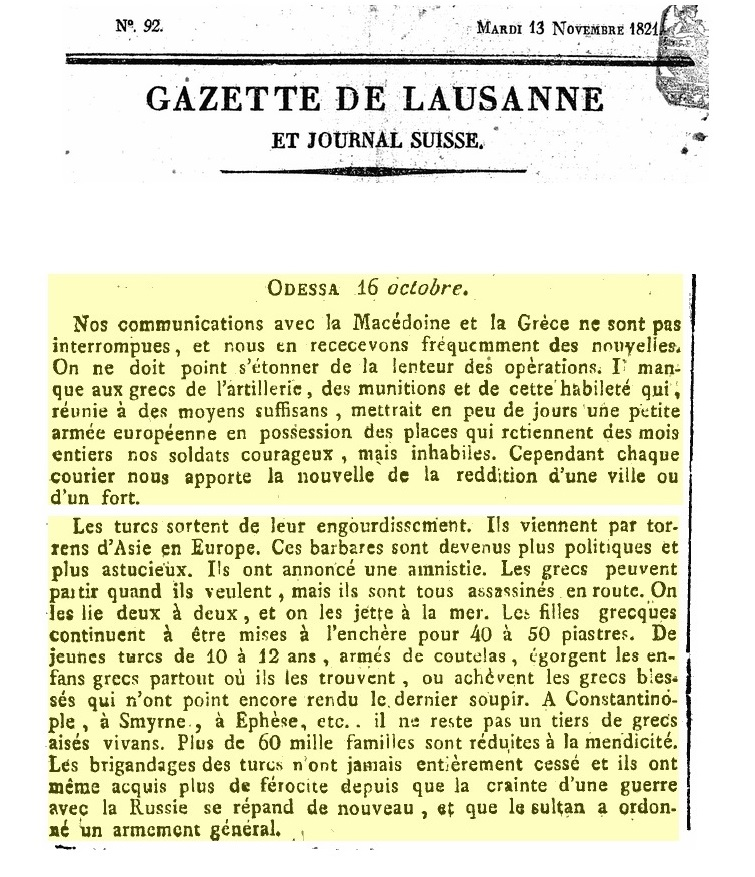
Notizia del massacro e della messa in schiavitù della popolazione
ortodossa di Costantinopoli pubblicata sulla Gazette de Lausanne del 13 novembre 1821.

Il massacro di Costantinopoli del 1821 venne orchestrato dalle autorità dell'Impero ottomano contro la comunità di rito greco di Costantinopoli in risposta all'avvio della guerra d'indipendenza greca (1821-1832). Non appena la capitale ottomana venne raggiunta da notizie dell'insurrezione Cristiano ortodossa, presero avvio rastrellamenti di persone, esecuzioni sommarie, distruzioni di chiese e saccheggi. Gli eventi culminarono con l'impiccagione del patriarca ecumenico Gregorio V di Costantinopoli e la decapitazione del gran dragomanno Konstantinos Mourouzis.

## Antefatto
L'invasione della Moldavia da parte delle forze nazionaliste greche al comando di Alessandro Ypsilanti, nel marzo del 1821 segnò l'avvio formale della guerra d'indipendenza greca. La Sublime porta ricevette quasi subito notizia di turchi massacrati dai ribelli nei Principati danubiani, specie nelle città di Iași e Galați. In risposta, il gran visir ordinò l'arresto di diversi esponenti del clero costantinopolitano. Nella sera del 2 aprile, giunsero poi ad Istanbul le prime notizie riguardanti le sommosse in corso nel sud della Grecia.
Le autorità ottomane accusarono subito le figure di spicco della comunità greca, il patriarca ecumenico Gregorio V di Costantinopoli ed il gran dragomanno Konstantinos Mourouzis, di essere a conoscenza dei fatti ma entrambi protestarono la loro innocenza. Ciò nonostante, il sultano Mahmud II richiese allo Sheykh ul-islâm Hacı Halil Efendi la proclamazione di una fatwā nella quale le forze ottomane venivano autorizzate al massacro della popolazione di rito greco-bizantino stambuliota per placare la rivolta. Lo Sheykh ul-Islam prese tempo per potersi consultare con il patriarca che lo convinse a ritirare la fatwa mentre, per parte sua, scomunicava a più riprese i rivoluzionari al fine di proteggere i cristiani della capitale imperiale (la prima scomunica formale ebbe luogo durante la Domenica delle palme, il 15 aprile - 3 aprile calendario gregoriano). La posizione del patriarca restava comunque gravissima dato che non era riuscito, stando all'opinione del sultano e della Porta, ad evitare l'insorgere della rivolta.